# Deal or No Deal
Deal or No Deal je drugi nezavisni album repera Wiza Khalife koji je objavljen 24. studenog 2009. godine. Objavio ga je preko diskografskih kuća Rostrum Records i Taylor Gang Records kao CD, te digitalni download. Na albumu gostuju izvođači kao što su Currensy i Chevy Woods, te producenti kao što su E. Dan, Sledgren i Josh Everette. Wiz Khalifa je objavio dva spota s albuma za pjesme "This Plane" i "Goodbye". Album je u prvom tjednu prodan u 5.900 primjeraka, a do danas je prodan u 55.000 primjeraka.

## Popis pjesama
| Br. | Skladba                                             | Producent                   | Trajanje |
| --- | --------------------------------------------------- | --------------------------- | -------- |
| 1.  | »Bout Y'all« (featuring Josh Everette)              | Josh Everette, E. Dan       | 4:00     |
| 2.  | »Chewy«                                             | Josh Everette, E. Dan       | 3:09     |
| 3.  | »Friendly« (featuring Currensy)                     | Monsta Beatz                | 3:25     |
| 4.  | »Goodbye« (featuring Johnny Juliano)                | Johnny Juliano              | 3:14     |
| 5.  | »Hit tha Flo«                                       | E. Dan                      | 3:02     |
| 6.  | »Lose Control«                                      | Josh Everette, E. Dan       | 3:34     |
| 7.  | »Moola & the Guap« (featuring Lavish & L.C.)        | Sledgren                    | 4:32     |
| 8.  | »Studio Lovin'«                                     | Johnny Juliano              | 4:18     |
| 9.  | »Right Here« (featuring Josh Everette)              | Sledgren                    | 4:14     |
| 10. | »Red Carpet (Like a Movie)« (featuring Chevy Woods) | Ryan Tedder, Andrew Clifton | 3:34     |
| 11. | »Superstar«                                         | Johnny Juliano              | 3:22     |
| 12. | »Take Away«                                         | Big Jerm                    | 3:21     |
| 13. | »This Plane«                                        | E. Dan                      | 3:16     |
| 14. | »Who I Am«                                          | Sledgren, Exchange Student  | 3:31     |
| 15. | »Young Boy Talk«                                    | Sledgren                    | 3:23     |

## Top ljestvice
| Top ljestvica (2009. – 2010.)      | Završna pozicija |
| ---------------------------------- | ---------------- |
| SAD (Billboard R&B/Hip-Hop Albums) | 25               |
| SAD (Billboard Rap Albums)         | 10               |
| SAD (Billboard Independent Albums) | 13               |
| SAD (Billboard Heatseekers Albums) | 2                |

## Nadnevci objavljivanja
| Država                     | Nadnevak           | Format                 | Diskografska kuća                   | Izvor |
| -------------------------- | ------------------ | ---------------------- | ----------------------------------- | ----- |
| Sjedinjene Američke Države | 24. studenog 2009. | CD, digitalni download | Rostrum Records Taylor Gang Records | [ 9 ] |

## Vanjske poveznice
- Deal or No Deal na Allmusicu
- Deal or No Deal na Discogsu